# تارزان و زن پلنگی
تارزان و زن پلنگی (انگلیسی: Tarzan and the Leopard Woman) فیلمی در ژانر ماجراجویی و اکشن به کارگردانی کرت نیومن است که در سال ۱۹۴۶ منتشر شد. در این فیلم تارزان با قبیله‌ای مواجه می‌شود که پلنگ را پرستش می‌کنند.

## خلاصه داستان
مسافران نزدیک رودخانه زامبزی به ظاهر توسط پلنگ‌ها کشته می‌شوند. کمیسر از تارزان می‌خواهد که این موضوع را بررسی کند. تارزان بلافاصله شک می‌کند که پلنگ‌ها عامل اصلی این قتل‌ها باشند.  
در همین حال، تارزان، جین و پسرشان، کودکی به نام کیمبا را که ادعا می‌کند در جنگل گم شده است، به خانه خود می‌آورند. اما کیمبا در واقع برادر ملکه لیا، رهبر یک فرقه پلنگ‌پرست است که او را برای جاسوسی از تارزان فرستاده است.  
ملکه لیا همچنین با دکتر عامر لازار، یک پزشک تحصیل‌کرده غرب که از سلطه غربی‌ها بر منطقه نفرت دارد، همدست شده است. این دو با هم توطئه می‌کنند تا از ترس و خرافات مردم سوءاستفاده کرده و کنترل منطقه را به دست بگیرند.  
تارزان که به ماهیت واقعی کیمبا شک کرده است، سعی می‌کند ضمن محافظت از خانواده خود، توطئه ملکه لیا و دکتر لازار را خنثی کند و حقیقت قتل‌های مرموز را فاش کند.

## بازیگران
- جانی ویسمولر
- برندا جویس
- جانی شفیلد
- آکوانتا
- دوریس لوید
- ادگار باریر
- آنتونی کاروسو
- جورج ج. لوئیس